# Katikan
Katikan is een bestuurslaag in het regentschap Ngawi van de provincie Oost-Java, Indonesië. Katikan telt 6186 inwoners (volkstelling 2010).